# Корновеккіо
Корновеккіо (італ. Cornovecchio) — муніципалітет в Італії, у регіоні Ломбардія, провінція Лоді.
Корновеккіо розташоване на відстані близько 410 км на північний захід від Рима, 80 км на південний схід від Мілана, 50 км на південний схід від Лоді.
Населення — 218 осіб (2014).

## Демографія
Населення за роками:

Станом на 1 січня 2023 року в муніципалітеті офіційно проживало 6 іноземців з 3 країн, серед них 3 громадяни країн Євросоюзу.

## Сусідні муніципалітети
- Казелле-Ланді
- Корно-Джовіне
- Кротта-д'Адда
- Малео
- Мелеті
- Піццигеттоне